# Manuel García Amigo
Máximo Manuel García Amigo (ur. 2 października 1933 w Fuentespreadas, zm. 26 stycznia 2012 w Santibáñez el Alto) – hiszpański polityk, prawnik i nauczyciel akademicki, parlamentarzysta krajowy, poseł do Parlamentu Europejskiego II i III kadencji.

## Życiorys
Ukończył studia prawnicze na Uniwersytecie Bolońskim, doktoryzował się z prawa na Uniwersytecie w Salamance. Pracował jako nauczyciel akademicki specjalizując się w prawie cywilnym. Był profesorem na uniwersytetach w San Cristóbal de La Laguna, Oviedo i Saragossie. Zajmował również stanowisko dziekana wydziału politologii i socjologii na Uniwersytecie Complutense w Madrycie.
Zaangażował się w działalność polityczną w ramach Sojuszu Ludowego i następnie Partii Ludowej. Pełnił funkcję wiceprzewodniczącego AP (1980–1982) i przewodniczącego krajowej rady politycznej tego ugrupowania (1982–1984). W latach 1982–1986 wchodził w skład Kongresu Deputowanych II kadencji.
Po akcesji Hiszpanii do Wspólnot Europejskich w 1986 objął mandat posła do Europarlamentu II kadencji. Utrzymał go w wyborach powszechnych w 1987 i 1989. Pracował m.in. w Komisji ds. Kwestii Prawnych i Praw Obywatelskich, od 1992 do 1994 był wiceprzewodniczącym frakcji chadeckiej.